# تقنية النانو للقلب
تقنية النانو للقلب: هي هندسة الانظمة الوظيفية في المقياس الجزيئي..
تقنية النانو تتفق مع التركيبات والماديات التي هي تقريبا واحد إلى الف نانوميتر بالطول، في المستوى المجهري..
ميكانيكية الكم تحدث وتكون سارية المفعول وناتج السلوكيات التي تبدو غريبة مقارنة بما تراه العين المجردة للإنسان..
تقنية النانوتستخدم لأصناف واسعة ومتعددة في مجال التكنيلوجيا، تعيين المدى من الطاقة والإلكترونات والأدوية في تصنيف الادوية..
تقنية النانو لاتزال حديثه نسبيا ولاتزال غير مدعومه أو متبناه في هذا المجال بعد، ومن الممكن ان تكون تقنية النانو تقدم ونجاح باهر في علم الادوية ومن المحتمل اخيرا ان تكون علاج وشفاء للعديد من المشاكل الصحية والامراض التي يواجهها الإنسان كما من الممكن أن تقود تقنية النانو إلى شفاء الامراض مثل الإنفلونزا (البرد) والسرطان...
وقد بدأت بالفعل تستخدم كدواء لبعض الحالات المرضية الخطيرة أو الصعبة خاصة لعلاج القلب والسرطان..
طب النانو:
تقنية النانو في مجال الأدوية تعد الأكثر شيوعا وتعود في ذلك إلى طب الأدوية، طب الأدوية تجري في مساعدة القلب وقد بدأت بالفعل تكسب شعبية كبيرة مقارنة بمجالات أخرى.. هناك العديد من أمراض ومشاكل القلب التي نرجو من تقنية النانو أن تؤثر ايجابا في علاجها في المستقبل القريب....
أمثلة:
نأمل أن يكون طب النانو قادر على شفاء صمامات القلب المتضررة كما يكتشف ويعالج صفائح الشريان في القلب، كما يجب أن تساعد في شفاء القلب لضحايا النوبات القلبية وأمراض القلب، ومن ناحية أخرى ستلعب دورا رئيسيا في ايجاد الأشخاص المعرض إصابتهم بأمراض القلب كما من المتوقع أن تكون قادرة على منع النوبات القلبية من الحدوث في المقام الأول...
تقنية النانو للقلب أقل اجتياحا من العمليات الجراحية لأن كل مايحتاج موجود في جزء صغير في الجسم مقارنة بنسيج كبير يتم التعامل معه أثناء الجراحة، ومع تطور التكنيلوجيا اليوم جراحة القلب تجرى لعلاج الخلل في نسيج القلب الناتج عن التعرض لنوبة قلبية...
وهذه عملية جراحية كبيرة تستغرق عادة شهرين للشفاء، خلال هذه المرحلة يحد المريض من الأنشطة اليومية بشكل كبير..
يعد مسار الشفاء الطويل مزعج للمريض، ومع تطور ونمو الأدوية لن يتطلب الكثير من الوقت لإيجاد طرق فعالة لعلاج مرضى النوبات القلبية والطريقة الموصى بها لإستبدال جراحة القلب هي تقنية النانو..هناك طريقتان متبادلتان لعمليات القلب التي ستكون تقنية النانوقادرة على التعامل معها بالمستقبل..
بدائل العمليات:
للأشخاص المصابين بأمراض القلب وأصحاب المعاناة مع النوبات القلبية الذين تعرض قلبهم للضرر والضعف، الكثير من حالات فشل القلب الصغيرة اتي لاتحتاج إلى تدخل جراحي وعادة ماتعالج بالأدوية..استعمالات تقنية النانو في علاج اضرار القلب لن تستبدل في المشاكل البسيطة للقلب بل المشاكل الخطيرة التي تحتاج إلى تدخل جراحي وفي بعض الأحيان عمليات زراعة القلب...
ترميم القلب:
مجموعة من المهندسين والأطباء وعلماء المواد في جامعة ماستشوسيت ومستشفى الأطفال في بوسطن اجتمعوا وبدأو التحرك لإيجاد طريقة لأستخدام تقنية النانولتقوية أنسجة القلب الضعيفة، أول طريقة تستخدم فيها تقنية النانوترتبط مع هندسة الأنسجة والأسلاك الذهبية توضع وتحبك بشكل متين مع الجزء المتضرر من القلب، وتستبدل بشكل أساسي النسيج التالف..
تحديد الأنسجة:
الأساليب الأخرى تؤيد استخدام جزيئات صغيرة بحجم جسيمات النانو التي تنتقل خلال الجسم وتجد الأنسجة القلب التالفة، تحمل جزيئات النانو أجسام مثل (الخلايا الجذعية، عوامل النمو) الأدوية والمركبات العلاجية، ثم تفرز جسيمات النانو المركبات وتحقنهم في الأنسجة التالفة، والذي سوف يقود إلى تجديد الأنسجة..
مصاعب ترميم القلب:
امتلاك القدرة على إصلاح نسيج القلب التالف أثر النوبات القلبية وأمراض القلب ليس بتلك السهولة ويعد واحدا من أصعب التحديات في مجال هندسة الأنسجة، وذلك لأن ليس من السهل إعادة تصنيع خلايا القلب في المختبر، وتتطلب مجهود خاص من العناية والعمل لتطوير الخلايا بالتالي لتنبض تزامنيا معا..حتى بعد بناء الخلايا القلبية يعد من الصعب أيضا ادخال الخلايا في الأجزاء الغير قابلة للجراحة ودمجها لتعمل بانسجام مع الأنسجة التي لاتزال تعمل..
رقع القلب:
هناك العديد من الأمثلة الناجحة لإستخدام (الخلايا الجذعية-قاعدة رقعة القلب)تطورت من خلال أبحاث جامعة ديوك..
المواد الحيوية التي تشكل الرقعة عادة مصنوعة كلا من البوليمرات البيولوجية مثل: الجينات، البوليمرات المصنعة مثل حمض اللبينيك
هذه المواد تعد جيدة لتنظيم الخلايا في النسيج الوظيفي، ومع ذلك تعمل عمل العوازل والموصلات الرديئة للكهرباء، والتي تعد مشكلة رئيسية خصوصا في القلب، منذ أن الإشارات الكهربائية ترسل بين أيونات الكالسيوم التي تسيطر عند انقباض الخلية العضلية في القلب
والتي بدورها تجعل القلب ينبض..الخلايا الجذعية لرقعة القلب ليست ذات كفائة عالية أو كفاعلية الطبيب...إن رقعة القلب لن تكون موصلة إذا لم تكن للخلايا القدرة على تحقيقها بشكل سلس.. كما أن النبض المستمر يحوي جميع الخلايا الجذعية من البداية إلى النهاية..
هذه النتائج في القلب لاتؤدي الوظيفة فعليا، والتي تعني بدورها أن العديد من مشاكل القلب قد تظهر ضمنيا من الخلايا الجذعية...
تقويم النسيج:
حديثا هناك بعض التطورات الجديدة في مجال تقنية النانو التي ستكون أكثر كفاءة من موصلات الخلايا الجذعية لرقع القلب
وجد العلماء والباحثون طريقة للخلايا الجذعية لرقع القلب والتي تعرف باسم ترميم النسيج لتكون موصلة بشكل أسي وأكثر تاثيرا..
ولقد وجدو أن أسلاك النانو الذهبية في داخل الرقع يكون لها القدرة على زيادة الانقباضات الكهربائية بشكل كبير، تعد أسلاك النانو أكثف من التقويم العادي والخلايا وأفضل تنظيما منهما، كما أن هناك زيادة في منتجات البروتين التي تحتاجها العضلات من الكالسيوم للانقباض والانبساط...كما أن أسلاك النانو الذهبية تخزن خلال الخلايا الجذعية المقومة ماديا، والتي تقوي الرابطة الكهربائية بين الخلايا المحيطة بالقلب..بدون أسلاك النانو تستنتج الخلايا الجذعية المرقعة محليا وستنبض ضمن عناقيد صغيرة فقط من قبل منبه داخلي.أما مع أسلاك النانو ستكون الخلايا قادرة على الإنقاض معا حتى إذا كانت بشكل عنقودي بعيدا عن مصدر المنبه..
إستخدامات أسلاك النانو الذهبية مع الخلايا الجذعية لرقعة القلب لايزال مفهوم جديد نسبيا والذي سيحتاج إلى مزيد من الوقت قبل إستخدامه للإنسان. كما نأمل أن تجرب أسلاك النانو على الحيوانات في المستقبل القريب...
أجسام النانو:
بطريقة أخرى تستخدم أجسام النانو جزئيا لإصلاح الضرر في نسيج القلب خلال استخدام أجسام النانو التي تستطيع الالتصاق والإتصال مع جدار الشريان وتفرز الأدوية بمعدل بطيء....كما تعرف هذه الجزيئات بنتوءات النانو وتكون هذه النتوءات مغطاه بغطاء مكون من القليل من خيوط البروتين التي تلتصق وتحدد البروتين الثابت.. نتوءات النانو تستطيع أن تفرز الأدوية التي تلتصق معا على مدار أيام عديدة، كما تعد هذه الطريقة فريدة من نوعها مقارنة بالأدوية العادية وذلك بسبب أن لها القدرة على إيجاد النسيج التالف جزئيا والالتصاق به وإفراز الدواء.... مايحدث هو أن نتوءات النانو تحدد التركيز الثابت والذي يعرف باسم الغشاء الأساسي (القاعدي)، ويبطن هذا الغشاء جدار الشريان ويكون موجود فقط في المكان التالف..
نتوءات النانو لها القدرة على حمل الأدوية المؤثرة في عملية شفاء القلب وكما أنها تحمل الخلايا الجذعية جزئيا للمساعدة في تجديد النسيج التالف للقلب...
التركيب:
تصنع أجسام النانو من ثلاث طبقات مختلفة وقطر من 60 نانوميتر.. الطبقة الخارجية مغطاه ببوليمر يسمى الوتد ووظيفته هي حماية الدواء من التفتت أثناء الانتقال داخل الجسم.. الطبقة الوسطى مكونة من مواد دهنية والطبقة الداخلية مكونة من دواء حقيقي على طول سلسلة البوليمر، والتي تتحكم بالوقت المستغرق قبل إفراز الدواء..
الأبحاث:
في دراسة أجريت على الفئران أجسام النانو حقنت ذيل الفئران الذين مازال لديهم القدرة على الوصول إلى الهدف الطلوب مباشرة
على هذا المعدل كان هناك كميتين من أجسام النانو الغير قادرة على وصول الهدف بسبب ان الجزيئات تستطيع توصيل الأدوية على مدار طويل من الوقت وتستطيع حقنها بالوريد، ولن يحتاج المريض إلى حقن متعددة أوجراحات للقلب والتي قد تكون أكثر ملائمة..
الاحتمال السلبي الوحيد هو أن التسليم الحالي متغلغل وجارح، كما تتطلب حقن مباشر للقلب أو إنتاج قنطار أوعملية زراعية..
ومع ذلك مستقبل منع أمراض القلب والنوبات القلبية وإصلاح القلب سيستخدم تقنية النانو بطريقة أو بأخرى...
متعدد الاستيالات لجزيئات النانو:
التركيب:
تعد متعددة الاستيالات لجزيئات النانو حساسة للرقم الهيدروجيني، جزيئات النانو الكارهة للماء مكونة من بوليمر (4"1)فينولليكتون والتي تعد حساسة للحمض في توصيل الأدوية، ويعد مهم خاصة لإستهداف بيئة الأورام، والنسيج الملتهب، في البيئة الحامضية جزيئات النانو تتعرض للتحلل في الوزن الجزيئي المنخفض للمركبات الكارهة للماء، بناء على ذلك تفرز المحتوى العلاجي بأسرع معدل لقاعدة البوليستر المختلفة لجزيئات النانو متعدد الاستيالات، كمالاتولد نقص في الحامضية بعد التحلل..
إستخدامها في احتشاء عضلة القلب (انسداد عضلة القلب):
بعد احتشاء عضة القلب، خلايا الدم البيضاء الملتهبة تغزو عضلة القلب الملتهبة، كريات الدم البيضاء تحتوي على كمية عالية من النيكوتيناميد أدينين فوسفات القابل للأكسدة يجمع ليعمل كمصدر رئيسي لفوق أكسدة القلب والزيادة من الممكن أن تقود الخلية العضلية للتضخم، الموت المبرمج للخلية، التليف المرضي، البروتينات الفلزية..
في دراسة نموذج الفئران لسامسونثرام، متعدد الاستيالات لجزيئات النانو المستخدمة كموصل للحمض النووي الرايبوزي المتدخل لتجديد وتثبيط في القلب المحتشي..يتبع ذلك داخل عضلة القلب حقن جزيئات النانو في الجزء الحي من الحمض النووي الرايبوزي المتدخل
لمنع الأكسدة وتحسين التقصير المجزئ، وعندما تؤخذ من البلعمة إلى عضلة القلب تتبع الأحتشاء لعضلة القلب ثم تقلل جزيئات النانو في البيئة الحامضية للبلعمة لتفرزالحمض النووي الرايبوزي المتدخل المحدد إلى الحشوة
لدى متعدد الاستبالات لجزيئات النانو أيضا استخدام في الفئران ذات القلب المحتشي لتمنع إصابة نقص التروية المتسببة من ردة فعل لتفاعل الأوكسجين.... مراحل من مضادة الأكسدة والتي تقلل الزبالات الضارة إتباع الاحتشاء
إستبايلات جزيئات النانو لها القدرة على الزبالات الضارة، علاوة على ذلك هذا العلاج يحسن التقصير المجزئ، ويقترح المردود من هدف التوصيل لمتعددة الإستبيالات أن تكون واحدة من أفضل المميزات المستخدمة لأنها لاتفاقم ردة فعل الالتهاب حتى في حال زيادة التركيز العلاجي.
العديد من الاختلافات لإستخدام متعدد لاكتيك جليكوليك جسميات النانو، كما يتحكم متعددالإستيالات لجسيمات النانو بمحرض الالتهابات الخلوية للفئران ..... إضافة إلى ذلك الحقن الداخلي للعضل من متعدد الاستيالات داخل القدم في الفئران أظهر أن لاتغير في زيادة التهاب بروتينات التسوكين مثل:
1L-6;12-1B;TNF-X AND 1L-12